# Lịch sử châu Mỹ

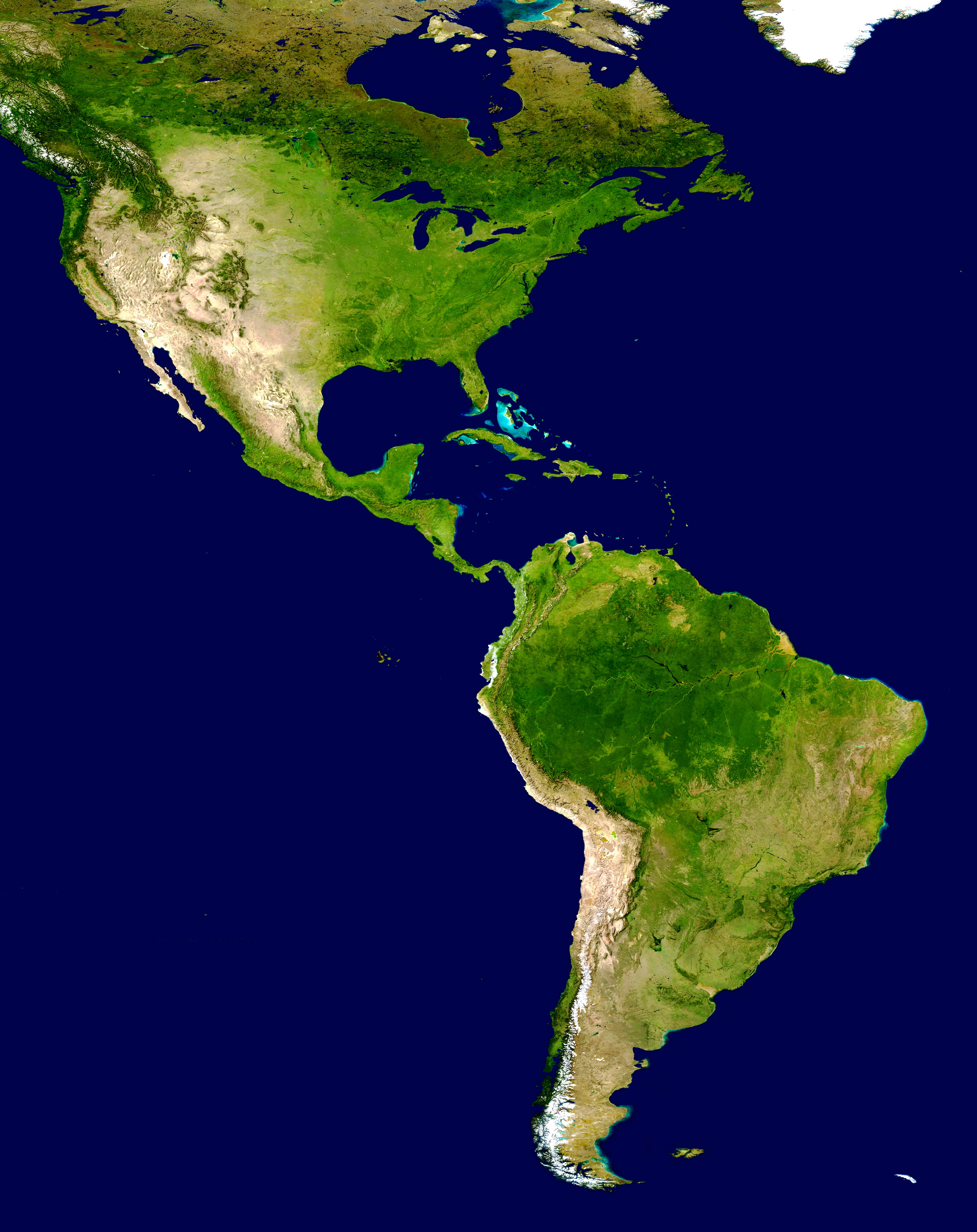
Ảnh vệ tinh màu thật châu Mỹ của NASA

Lịch sử châu Mỹ (bao gồm Bắc Mỹ, Trung Mỹ, Caribbean và Nam Mỹ) bắt đầu từ thời tiền sử của châu Mỹ hay chuyến thám hiểm châu Mỹ của Christopher Columbus vào năm 1492 và những cuộc di cư của người châu Âu, châu Á và châu Phi đến châu lục này.
Tổ tiên của người bản địa châu Mỹ ngày nay là người Indie cổ. Theo một giả thuyết, người Idien cổ đã đến Bắc Mỹ qua Beringia. Trong trong thời kỳ Lithic (trước năm 8000 TCN), họ săn bắn nhiều loài như tuần lộc, voi ma mút (đã tuyệt chủng) và bò rừng.
Sau chuyến thám hiểm châu Mỹ vào năm 1492 của Christopher Columbus, các quốc gia Tây Ban Nha, Bồ Đào Nha, Anh, Pháp và Hà Lan lần lượt tới châu Mỹ làm cho cảnh vật và văn hoá châu Mỹ có nhiều thay đổi lớn. Tây Ban Nha đóng nhiều chủ quyền tại châu Mỹ nhất khi đóng chủ quyền tại vùng Tây Nam Hoa Kỳ, Florida, vùng Caribean cho tới Nam Mỹ. Bồ Đào Nha đóng chủ quyền trên lãnh thổ Brazil ngày nay. Anh đóng chủ quyền chủ yếu tại bờ biển phía Đông Hoa Kỳ cũng như tại bờ biển Bắc Thái Bình Dương. Pháp đóng tại Québec và Canada, Hà Lan là nước đóng chủ quyền ít nhất tại châu Mỹ khi chỉ đóng rải rác tại Bắc Nam Mỹ.
Sự gia tăng thực dân châu Âu làm cho nền văn hoá bản địa suy tàn, thay vào đó là sự mở đầu của các nền văn hoá mới. Điều này thể hiện qua kiến trúc, tôn giáo, ẩm thực, nghệ thuật và đặc biệt là ngôn ngữ. Các ngôn ngữ phổ biến gồm tiếng Tây Ban Nha (376 triệu người nói), tiếng Anh (348 triệu người nói) và tiếng Bồ Đào Nha (201 triệu người nói).
Thời kỳ thuộc địa chỉ kéo dài khoảng 3 thế kỷ, từ thế kỷ XVI đến thế kỷ XIX. Hầu hết các nước châu Mỹ đều tuyên bố độc lập từ khoảng thế kỷ XVIII, như Hoa Kỳ (từ Anh) vào năm 1776;... Một số nước độc lập nhưng vẫn còn  phụ thuộc nước mẹ, như Cuba và Puerto Rico khi độc lập vẫn còn phụ thuộc Tây Ban Nha cho đến đầu thế kỷ XX.

## Tiền Columbus

### Cuộc di cư tới châu Mỹ của người Idien cổ

Bản đồ di cư của loài người trong thời kỳ đầu

Cuộc di cư của người Idien cổ là một vấn đề cho các nhà sử học nghiên cứu và thảo luận. Một giả thuyết cho rằng người Idien cổ đã tới Bắc Mỹ qua cầu lục địa Beringia giữa miền Đông Siberia và Alaska từ 17 000 đến 40 000 năm trước đây, khi mực nước biển giảm xuống đáng kể do hậu quả của Băng hà Đệ Tứ. Họ cũng có thể đã đi bộ hoặc dùng thuyền thô sơ để tới bờ biển Nam Mỹ. Bằng chứng cho việc này sau này đã bị nhấn chìm khi nước biển dâng vào cuối kỷ Băng hà.
Các nhà khảo cổ cho rằng những người Idien cổ đã đi qua Beringia vào khoảng từ 16 500 đến 40 000 năm trước đây. Đây cũng là một vấn đề gây tranh cãi. Một số ít cho rằng thời gian mà người Idien cổ đi qua Beringia là cách đây khoảng từ 13 000 đến 16 000 năm.
Tạp chí American of Human Genetics có một bài đăng cho biết vào năm 2007, các nhà khoa học đã so sánh DNA ty thể của 86 người bản địa trên toàn Hoa Kỳ với mẫu DNA ty thể của người Indien cổ, và kết quả cho thấy DNA ty thể của người bản địa Hoa Kỳ rất khớp với DNA ty thể của người Idien cổ. Người bản địa tại Alaska (Hoa Kỳ) được cho rằng có một bộ DNA ty thể giống với bộ DNA ty thể của người Siberia. Một nghiên cứu đăng trên tạp chí Nature cho biết DNA ty thể của xác ướp cổ một người đàn ông trẻ được tìm thấy ở Siberia khớp với 1/3 DNA ty thể của người bản địa Hoa Kỳ.
Ngày 3 tháng 10 năm 2014, hang động Oregon, nơi chứa DNA ty thể của người Idien cổ lâu đời nhất được phát hiện.

### Thời kỳ đồ đá (trước năm8000 TCN)
Thời kỳ đồ đá hay Giai đoạn Indien cổ là thuật ngữ đề cập đến giai đoạn đầu tiên mà con người sinh sống tại châu Mỹ. Trong thời kỳ này, họ chủ yếu sử dụng công cụ đá là chính.

### Thời kỳ Cổ phong (8000 TCN–1000 TCN)
Hàng nghìn năm sau cuộc di cư người Idien cổ đã hình thành một cộng đồng săn bắn hái lượm, và cộng đồng đó có từ thời kỳ Cổ phong (8000 TCN –1000 TCN).
Một nền văn minh ở thời kỳ Cổ phong nằm trên bờ biển phía Bắc Peru được gọi là nền văn minh Norte Chico. Đó là nền văn minh lâu đời nhất châu Mỹ. Nó ra đời cùng thời với Ai Cập cổ đại, khoảng thời gian vương quốc Ai Cập được hợp nhất dưới thời vua Narmer và sự ra đời của chữ tượng hình Ai Cập.
Kiến trúc trong thời kỳ này được đánh giá cao. Gò và các tòa nhà cổ bị nhấn chìm dưới biển được coi là một phần của kiến trúc thời kỳ này. Không chỉ có các tòa nhà cổ và các gò cổ, gốm sứ trong thời kỳ này cũng được đánh giá khá cao.
Vai trò của thủy sản rất quan trọng trong kinh tế của nền văn minh Norte Chico.
Cotton là một loại thực vật được trồng tại Peru trong thời kỳ Cổ phong, cần thiết cho dệt may và làm lưới đánh cá.

### Thời kỳ Woodland,văn minh Trung Mĩvàvăn minh Mississipi(1000 TCN–800 SCN)

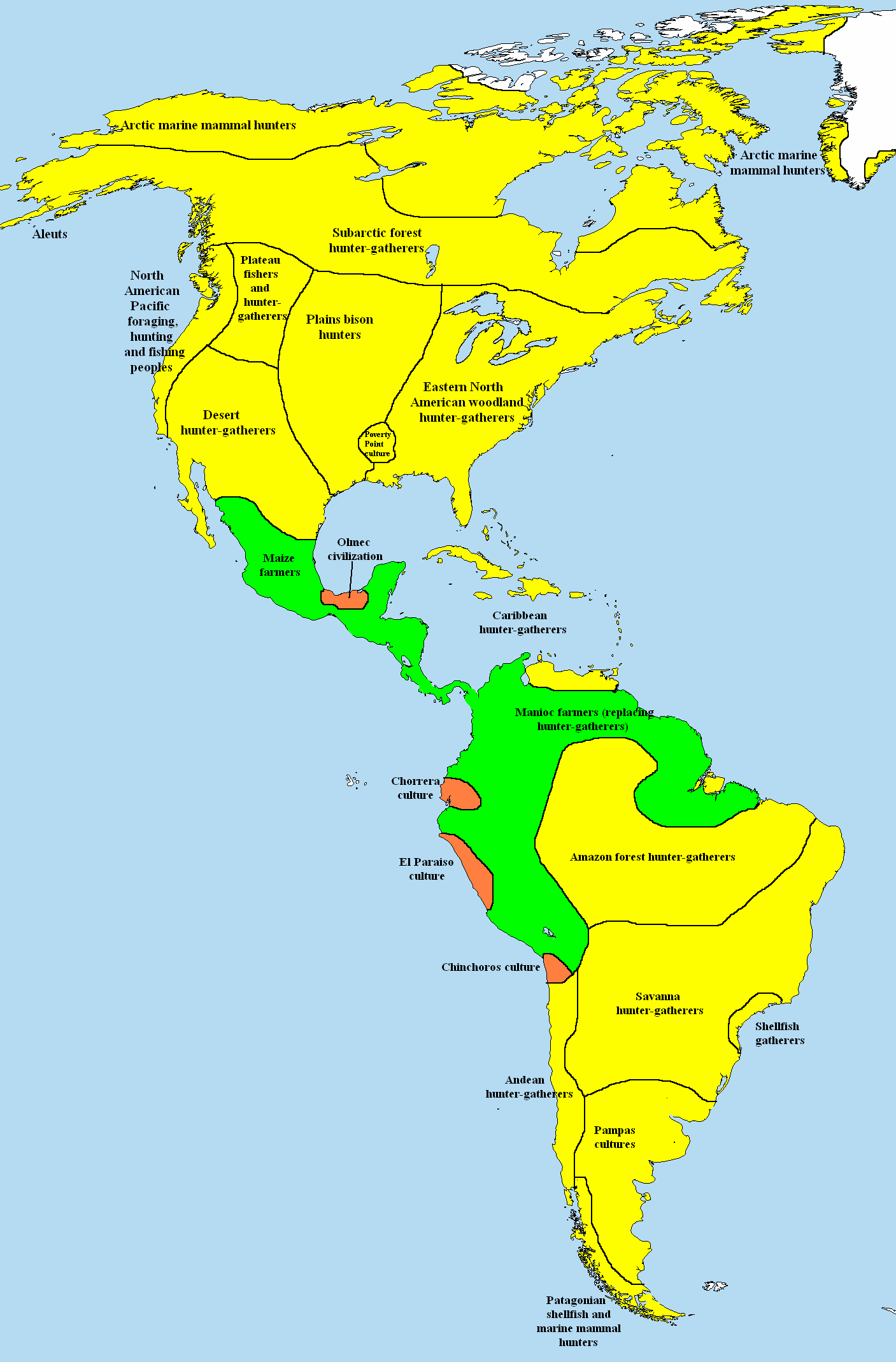
Xã hội tại châu Mỹ vào năm 1000 TCN
Săn bắt-hái lượm
Nông nghiệp đơn giản
Xã hội nông nghiệp phức tạp (các bộ lạc có thủ lĩnh chỉ huy hoặc các nền văn minh)

Sau khi nền văn minh Norte Chico suy yếu, tại châu Mỹ đã hình thành các nền văn minh khác như Chavin, Nazca, Moche, Huari, Quitus,... ở Tây Andes (Ecuador, Peru và Bolivia); Muisca ở Colombia;...
Văn minh Olmec là nền văn minh đầu tiên ở Trung Mỹ, bắt đầu từ khoảng năm 1600 TCN - 1400 TCN và sụp đổ vào năm 400 TCN. Nó được gọi là "nền văn minh mẹ" của các nền văn minh Trung Mỹ. Hệ chữ số Trung Mỹ, lịch Trung Mỹ, kiến trúc Trung Mỹ đều bắt đầu từ nền văn minh Olmec.
Nông nghiệp ở Trung Mỹ bắt đầu từ khá sớm. Việc thuần hoá cây ngô (bắp) đã có từ khoảng 7500 đến 12000 năm trước ở Trung Mỹ. Việc canh tác loại ngô trồng ở đất thấp ở châu Mỹ có từ năm 5100 TCN. Đền đài và trường học bắt đầu xuất hiện ở Trung Mỹ từ lúc đó.
Nền văn minh Olmec sụp đổ vào năm 400 TCN, và nhiều nền văn minh mới hình thành.
Đến thế kỷ XV, ngô bắt đầu trồng ở Mississipi. Nông nghiệp tiếp tục phát triển, nhất là khi người châu Âu đến châu lục này.

### Các nền văn minh cổ
Cahokia

#### Bắc Mỹ
Pueblo
Người Pueblo là tổ tiên của người bản địa Tây Nam Hoa Kỳ và người bản địa México. Nền văn minh Pueblo nằm ở Arizona, New Mexico, Utah, Colorado (Hoa Kỳ) ngày nay.

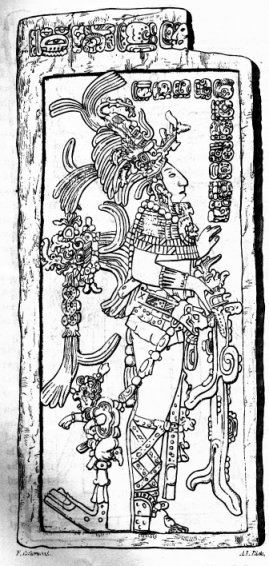
Một tấm bia cổ có từ nền văn minh Pueblo

#### Trung Mỹ
Chichimeca
Chichimeca là tên mà người Tây Ban Nha gọi người Aztec – một đế chế ở Trung Mỹ. Tên gọi này có từ lúc người Tây Ban Nha đến du mục Bắc México.
Haudenosaune

##### Mesoamerica
Zapotec
Nền văn minh Zapotec hình thành vào năm 1500 TCN. Hệ chữ viết của Zapotec bị ảnh hưởng bởi hệ chữ viết Olmec.
Olmec
Purepecha
Nền văn minh Purepecha có từ năm 1000 ở Trung Mỹ. Purepecha phát triển mạnh từ năm 1100 đến năm 1530. Sau đó, họ đã bị người Aztec chinh phục.
Maya
Bài chi tiết: Văn minh Maya
Nền văn minh Maya kéo dài khoảng 3000 năm. Họ có trình độ cao về thiên văn học, kiến trúc và toán học. Họ cũng giỏi về tính toán thời gian và có lịch riêng là lịch Maya. Nền văn minh này sụp đổ cách đây 2000 năm.
Toltec
Teotihuacan
Aztec

#### Nam Mỹ
Norte Chico
Chavin
Inca
Nền văn minh Inca đặt tại vùng Andes từ năm 1430 đến 1533. Kiến trúc của nền văn minh này hoàn toàn bằng đá.

## Thực dân châu Âu

Bản đồ chủ quyền của các quốc gia tại Bắc Mỹ từ năm 1750 đến năm 2000

Bản đồ chủ quyền của các quốc gia tại Trung Mỹ và Caribbean từ năm 1700 đến 2000

Bản đồ chủ quyền của các quốc gia tại Nam Mỹ từ năm 1700 đến nay

Trước chuyến thám hiểm châu Mỹ vào năm 1492 của Christopher Columbus, năm 1000 SCN, người Viking đã lập ra một ngôi làng tại tỉnh bang Newfoundland và Labrador (Canada), nay là di chỉ L'Anse aux Meadows.
Năm 1492, Christopher Columbus đã đến châu Mỹ để bán các gia vị và thức ăn. Nhưng Columbus lại tưởng nhầm vùng đất đó là Ấn Độ. Về sau, Amerigo Vespucci (1454 – 1512) đã khẳng định vùng đất mà Columbus là vùng đất mới. Sau đó, vùng đất này được đặt tên là American (châu Mỹ) theo tên của Amerigo. Người châu Âu được cho rằng đã khiến người bản địa giảm đi đáng kể.

### Sự độc lập của các thuộc địa
Sự độc lập của các nước châu Mỹ bắt đầu từ việc Hoa Kỳ tuyên bố độc lập vào năm 1776.
Các quốc gia thuộc địa của Tây Ban Nha đều tuyên bố độc lập vào thế kỷ XIX, như Brazil vào năm 1822.

## Thế kỷ XX

### Bắc Mỹ và Caribbean

#### Thế chiến I

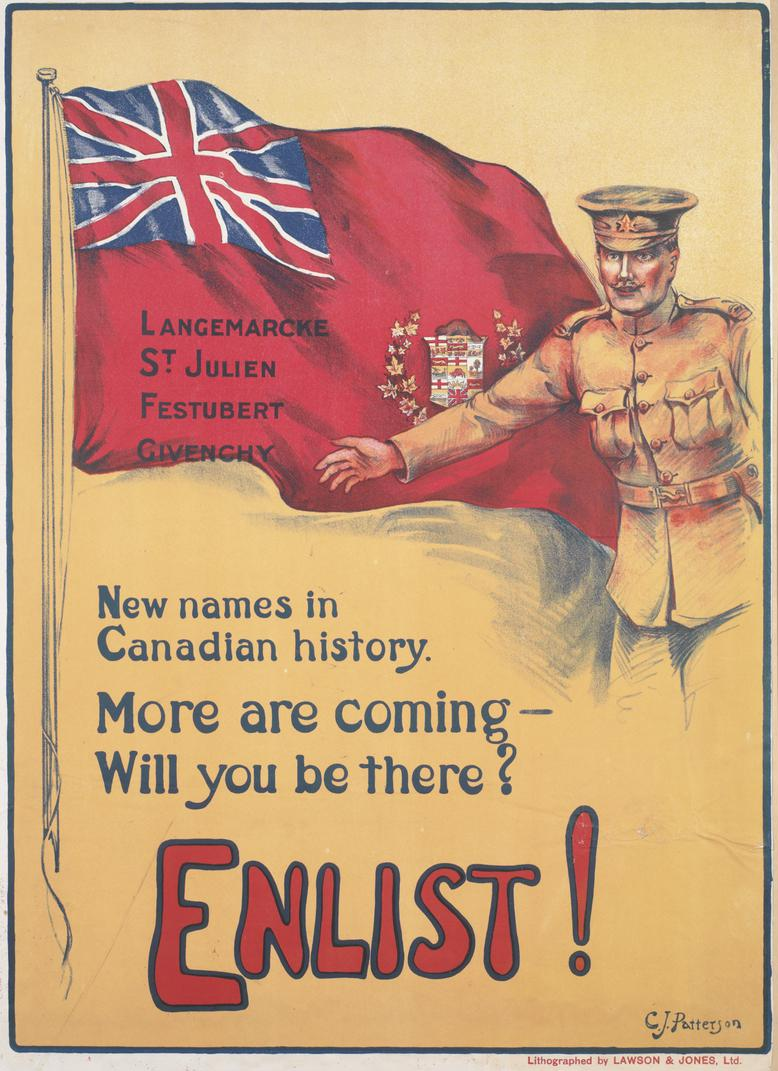
Một poster tuyển người tham gia quân đội trong chiến tranh thế giới thứ nhất (1914 – 1918) tại Canada

Là một phần của Đế quốc Anh, Canada liền tham gia Thế Chiến I (1914 – 1918). Canada gánh nhiều nhiều thiệt hại trong đợt chiến tranh này. Trong đợt khủng hoảng vào năm 1917, các cuộc bạo động đã nổ ra tại Montreal bởi những người Canada gốc Pháp phản đối việc áp dụng nghĩa vụ quân sự. Nước láng giềng Newfoudland cũng bị tổn thất do tham gia trận Somme.
Hoa Kỳ đứng ngoài cuộc chiến này. Nhưng sau đó, Hoa Kỳ lại đóng một vai trò quan trọng tại Hội nghị hòa bình Paris 1919. México đã lâm vào cuộc cách mạng México vì Porfirio Díaz lãnh đạo một chính quyền độc tài trong một thời gian dài.

#### Thế chiến II và sự suy thoái kinh tế ở Bắc Mỹ đầu thế kỷ XX
Kinh tế Hoa Kỳ và Canada đã phát triển mạnh trong thập niên 20 của thế kỷ XX. Nhưng sự kiện sụp đổ chứng khoán Wall Street 1929 kết hợp với hạn hán đã khiến kinh tế hai nước này bị suy thoái. Năm 1942, hai tàu chở dầu của México đang chuyển dầu đến Hoa Kỳ thì bị Đức Quốc Xã đắm chìm ở vịnh México. Bởi vậy nên México mới tuyên chiến với các quốc gia phe Trục.

#### Chiến tranh Lạnh
Trong thời kỳ chiến tranh Lạnh, lần đầu tiên người ta thấy Hoa Kỳ là một "siêu cường". Kinh tế México đã trải qua thời kỳ tăng trưởng mạnh sau Thế Chiến II. Nó được gọi là "El Milagro Mexicano" (phép màu México). Các quốc gia khu vực Caribean bắt đầu độc lập hoàn toàn trong thế kỷ XX. Đảo quốc Cuba đối mặt với Cách mạng Cuba trong giai đoạn đầu chiến tranh Lạnh.
Chính quyền liên minh New Deal của Hoa Kỳ đã sụp đổ vào thập niên 60 (thế kỷ XX) do thất bại trong việc đàn áp người da đen và tốn chi phí cho chiến tranh Việt Nam.
Năm 1982, Canada thông qua một bản hiến pháp mới và México trải qua một cuộc suy thoái kinh tế khiến cho đồng peso của México bị mất giá. Tổng thống Hoa Kỳ Ronald Reagan đã tỏ ra cứng rắn hơn với các quốc gia cộng sản trong ngoại giao. Trong nước, ông Reagan đã cố gắn kích thích nền kinh tế.

#### Sau chiến tranh Lạnh
Sau khi chiến tranh Lạnh kết thúc là sự khởi đầu của kỷ nguyên mở rộng kinh tế toàn cầu bền vững. Ngày 1 tháng 1 năm 1994, Hiệp định thương mại tự do Bắc Mỹ có hiệu lực, tạo ra khu vực thương mại tự do lớn nhất thế giới. Năm 2000, Vicente Fox trở thành tổng thống México đầu tiên không thuộc đảng PRI sau 70 năm. Nền kinh tế đang đi lên thì sụp đổ vì sự kiện 11/9 vào năm 2001. Sau đó, Hoa Kỳ xâm lược Iraq và can thiệp quân sự vào Afghanistan.
Năm 2009, tổng thống Hoa Kỳ Barack Obama được kỳ vọng phục hồi lại nền kinh tế đi xuống do suy thoái kinh tế thế giới 2008.

### Trung Mỹ
Trung Mỹ
| Diện tích    | 560 988 km²                                                                                       |
| Dân số       | 50 807 778                                                                                        |
| Các quốc gia | Belize · Costa Rica · Guatemala · Honduras · Nicaragua · Panamá · El Salvador · Cộng hòa Dominica |

Một liên minh gồm bốn quốc gia Guatemala, El Salvador, Honduras, Nicaragua được thành lập vào ngày 13 tháng 12 năm 1960 vì sự thịnh vượng và ổn định của khu vực Trung Mỹ.  Costa Rica đã nhiều lần từ chối tham gia nghị viện của khu vực, như Panama và Cộng hoà Dominica.

### Nam Mỹ
| Quốc gia hoặc vùng lãnh thổ/vùng phụ thuộc       | Diện tích                       | Dân số (tháng 7 năm 2009) | Mật độ dân số (người/km² hoặc sq mi) | Thủ đô/Thủ phủ (các thuộc địa) |
| ------------------------------------------------ | ------------------------------- | ------------------------- | ------------------------------------ | ------------------------------ |
| Argentina                                        | 2.766.890 km² (1.068.300 sq mi) | 40.482.000                | 14,3 người/km² (37 người/sq mi)      | Buenos Aires                   |
| Bolivia                                          | 1.098.580 km² (424 160 sq mi)   | 9.863.000                 | 8,4 người/km² (21,8 người/sq mi)     | La Paz                         |
| Brasil                                           | 8.514.877 km² (3.287.612 sq mi) | 191.241.714               | 22 người/km² (57 người/sq mi)        | Brasília                       |
| Chile                                            | 756.950 km² (292.260 sq mi)     | 16.928.873                | 22 người/km² (57 người/sq mi)        | Santiago                       |
| Colombia                                         | 1.138.910 km² (439.740 sq mi)   | 45.928.970                | 40 người/km² (103,6 người/sq mi)     | Bogotá                         |
| Ecuador                                          | 283.560 km² (109.480 sq mi)     | 14.573.101                | 53,8 người/km² (139,3 người/sq mi)   | Quito                          |
| Quần đảo Falkland (thuộc Anh)                    | 12.173 km² (4700 sq mi)         | 3140                      | 0,26 người/km² (0,7 người/sq mi)     | Stanley                        |
| Guiana thuộc Pháp                                | 91.000 km² (35.000 sq mi)       | 221.500                   | 2,7 người/km² (5,4 người/sq mi)      | Cayenne                        |
| Guyana                                           | 214.999 km² (83.012 sq mi)      | 772.298                   | 3,5 người/km² (9,1 người/sq mi)      | Georgetown                     |
| Paraguay                                         | 406.750 km² (157.050 sq mi)     | 6.831.306                 | 15,6 người/km² (40,4 người/sq mi)    | Asunción                       |
| Perú                                             | 1.285.220 km² (496.230 sq mi)   | 29.132.013                | 22 người/km² (57 người/sq mi)        | Lima                           |
| Nam Georgia và Quần đảo Nam Sandwich (thuộc Anh) | 3.093 km² (1.507 sq mi)         | 20                        | 0 người/km² (0,013 người/sq mi)      | Grytviken                      |
| Suriname                                         | 163.270 km² (63.040 sq mi)      | 472.000                   | 3 người/km² (7,8 người/sq mi)        | Paramaribo                     |
| Uruguay                                          | 176.200 km² (68.040 sq mi)      | 3.477.780                 | 19,4 người/km² (50,2 người/sq mi)    | Montevideo                     |
| Venezuela                                        | 916.445 km² (353.841 sq mi)     | 26.814.843                | 30,2 người/km² (72 người/sq mi)      | Caracas                        |
| Tổng cộng                                        | 17.814.513 km²                  | 385.742.554               | 21,5 người/km²                       |                                |

Vào những năm 1960, 1970, chính quyền cũ của Uruguay, Chile, Brasil và Argentina bị lật đổ hay thay thế bằng chính quyền quân sự. Các chế độ độc tài bắt rất nhiều tù nhân chính trị, phần nhiều trong số đó đã bị tra tấn hoặc bị giết. Mặc cho các chính quyền độc tài, quân sự đang phát triển, từ những năm 1980, các nhà nước dân chủ bắt đầu lan rộng ra khắp lục địa. Tham nhũng là một vấn đề của các quốc gia Nam Mỹ.
Nợ công cũng là một vấn đề gây chú ý, điển hình như Argentina. Với sự thành lập của Liên minh các quốc gia Nam Mỹ, Nam Mỹ đang trong thời kỳ phát triển kinh tế.

## Lịch sử theo từng quốc gia

### Bắc Mỹ
- Lịch sử Bahamas
- Lịch sử Canada
- Lịch sử Hoa Kỳ
- Lịch sử México

### Trung Mỹ và Caribbean

#### Trung Mỹ
- Lịch sử Belize
- Lịch sử Costa Rica
- Lịch sử Guatemala
- Lịch sử Honduras
- Lịch sử Nicaragua
- Lịch sử Panama
- Lịch sử El Salvador
- Lịch sử Cộng hoà Dominica

#### Caribbean
- Lịch sử Cuba
- Lịch sử Haiti
- Lịch sử Dominica

### Nam Mỹ
- Lịch sử Argentina
- Lịch sử Bolivia
- Lịch sử Brasil
- Lịch sử Chile
- Lịch sử Colombia
- Lịch sử Ecuador
- Lịch sử Guyana
- Lịch sử Paragoay
- Lịch sử Peru
- Lịch sử Suriname
- Lịch sử Urugoay
- Lịch sử Venezuela